# Tandådalen (bebyggelse)
Tandådalen är en bebyggelse invid skidanläggningen Tandådalen i Malung-Sälens kommun. SCB avgränsar här sedan 203 en småort
Sydost om den bebyggelse som SCB har avgränsat som småort finns en annan bebyggelse som före 2010 avgränsades till en annan småort benämnd Östra Öje.